# Stanisław Brodziński (generał)
Stanisław Brodziński (ur. 17 sierpnia 1930, zm. 19 lipca 2022) – generał brygady WP.

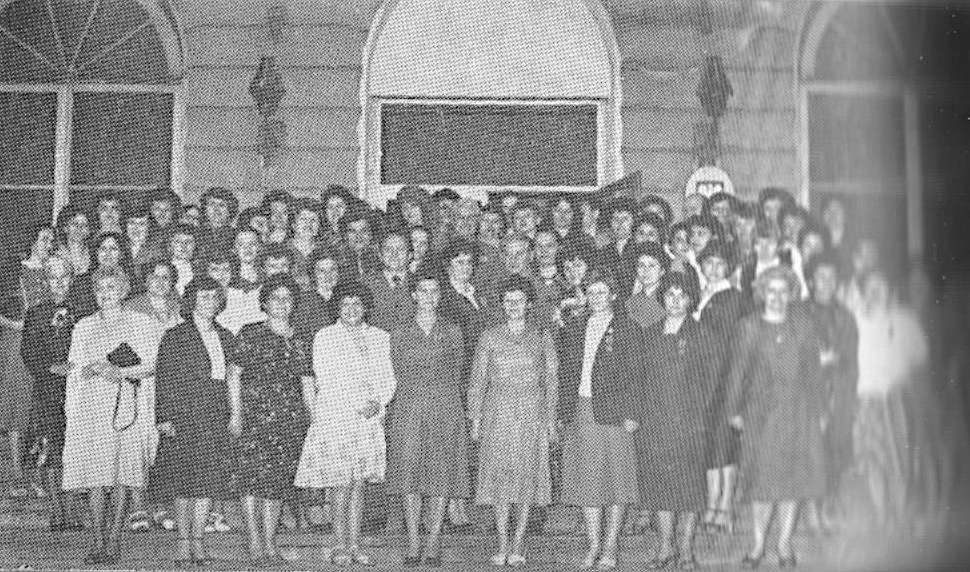
Z okazji 25-lecia Organizacji Rodzin Wojskowych (ORW) odbyło się spotkanie dowództwa WOP z przewodniczącymi kół ORW. W środku przewodnicząca Rady ORW WOP Eugenia Patera z prawej gen. Feliks Stramik d-ca WOP, z lewej płk Stanisław Brodziński z-ca d-cy WOP ds. politycznych (maj 1984)

## Życiorys
Syn Juliana. W latach 1949–1951 elew Oficerskiej Szkoły Piechoty nr 2 w Jeleniej Górze, po której ukończeniu został promowany do stopnia podporucznika w korpusie oficerów piechoty. Po promocji pozostał w szkole będąc kolejno dowódcą plutonu, dowódcą kompanii i wykładowca taktyki. W latach 1955–1959 studiował w Akademii Sztabu Generalnego WP w Warszawie. Po ukończeniu studiów został wyznaczony na pomocnika szefa sztabu 73 Pułku Zmechanizowanego w Gubinie (pułk ten wchodził w skład 5 Dywizji Pancernej). W latach 1961–1962 dowódca batalionu zmechanizowanego w tym pułku. W 1962 przeszedł do korpusu oficerów politycznych i został instruktorem Oddziału I Zarządu Politycznego Śląskiego Okręgu Wojskowego we Wrocławiu. W latach 1963–1965 był zastępcą dowódcy 10 Pułku Łączności ds. politycznych we Wrocławiu, 1965-1968 starszym instruktorem Zarządu Politycznego ŚOW. Od 1968 do 1972 zastępca dowódcy 4 Dywizji Zmechanizowanej ds. politycznych w Krośnie Odrzańskim. W 1972 przeniesiony do Warszawy, gdzie był kolejno szefem Oddziału Szkolenia Operacyjno-Taktycznego w Zarządzie I Organizacyjnym Głównego Zarządu Politycznego WP (1972–1975) i  zastępcą szefa Zarządu Politycznego Warszawskiego Okręgu Wojskowego (1975–1984). W styczniu 1984 został przeniesiony do Wojsk Ochrony Pogranicza na stanowisko szefa Zarządu Politycznego - zastępcy dowódcy WOP ds. politycznych (gen. Feliksa Stramika). 26 września 1985 na mocy uchwały Rady Państwa PRL został mianowany do stopnia generała brygady; nominację wręczył mu 10 października 1985 w Belwederze przewodniczący Rady Państwa PRL prof. Henryk Jabłoński. Działacz PZPR. Po przemianach strukturalnych w wojsku był od 1 lipca 1990 szefem Oddziału Wychowawczego Dowództwa WOP. Od  28 marca 1991 w stanie spoczynku.

## Odznaczenia
- Krzyż Komandorski Orderu Odrodzenia Polski
- Krzyż Kawalerski Orderu Odrodzenia Polski
- Złoty Krzyż Zasługi
- Medal 30-lecia Polski Ludowej
- Medal 40-lecia Polski Ludowej
- Złoty Medal „Siły Zbrojne w Służbie Ojczyzny”
- Złoty Medal „Za zasługi dla obronności kraju”
- inne odznaczenia